# San Francisco (American Music Club)
San Francisco è il settimo album in studio del gruppo rock statunitense American Music Club, pubblicato nel 1994.

## Tracce
1. Fearless – 4:34
2. It's Your Birthday – 4:33
3. Can You Help Me – 3:11
4. Love Doesn't Belong – 4:22
5. Wish the World Away – 3:09
6. How Many Six Packs Does It Take to Screw in a Light – 4:15
7. Cape Canaveral – 5:04
8. Hello Amsterdam – 3:29
9. The Revolving Door – 4:47
10. In the Shadow of the Valley – 6:28
11. What Holds the World Together – 4:44
12. I Broke My Promise – 3:37
13. The Thorn in My Side Is Gone – 4:41
14. I'll Be Gone – 3:56
15. California Dreamin' – 2:34

## Formazione
- Mark Eitzel - voce, chitarre
- Vudi - chitarre, cori
- Dan Pearson - basso, chitarra, mandolino, cori
- Tim Mooney - batteria, chitarra, tastiere
- Bruce Kaphan - pedal steel guitar, tastiere, chitarra, tablas, cori